# 納賀雄嗣
納賀 雄嗣（のうが ゆうじ、1940年5月13日 -2022年10月21日 ）は、日本の建築家である。
関東州・大連生まれ。
現在は株式会社NOGA&COMPANY代表取締役を務める。東京造形大学、日本大学、横浜国立大学などの講師を歴任した。木の質感と暖かみを活かしたヘビー・ティンバー構法、集成材構法、2×4構法を特徴とする。

## 経歴
- 1961年：米国・イエール大学卒業。
- 1964年：イエール大学大学院を修了。
- 1965年：英国建設省住宅局勤務。
- 1966年：ニューヨーク・ポール・ルドルフ事務所勤務。
- 1975年：一色建築設計事務所を設立。
- 2001年：（株）NOGA&COMPANYを設立、同時に代表取締役に就任。現在に至る。

## メディア出演
- 2002年、朝日放送制作・テレビ朝日系のリフォーム番組「大改造!!劇的ビフォーアフター」に「匠・空間演出のマエストロ」として出演。2009年にも同番組内の「アフターアフタースペシャル」にて、担当した物件を再訪問した。

## 代表作
- つくば市　手代木フールドハウス (1981年)
- つくば市　バッハの森
- つくば市　ゆかりの森 宿舎「あかまつ」・昆虫館
- つくば市　グリーンハイム手代木
- 難波学校（1981年）
- タフト高校計画（1964年）
- 引き裂かれた家（2002年）[1][2]